# 카펫 비터

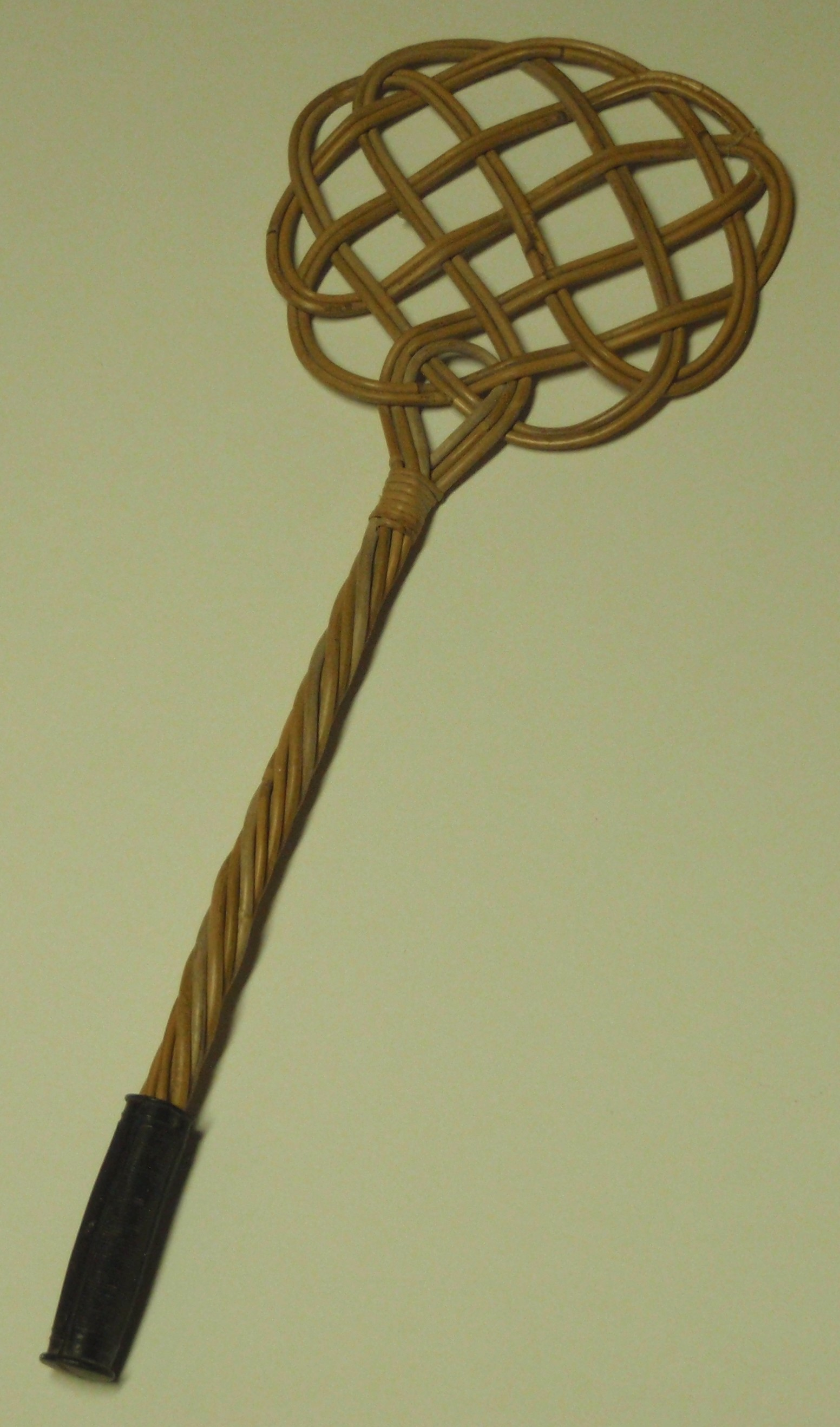

카펫 비터(carpet beater) 또는 러그 비터(rug beater)는 카펫에서 먼지와 오물을 털어내기 위해 카펫을 두드리는 데 사용되는 집안 청소 도구이다. 진공 청소기가 널리 보급되기 전까지는 일반적으로 사용되었다.
일반적으로 나무, 등나무, 지팡이, 고리버들, 스프링 강철 또는 코일 와이어로 만들어진 골동품 러그 비터는 매우 소장 가치가 있다. 현대의 대량 생산 버전은 플라스틱이나 와이어로도 제작될 수 있다.